# Vincenzo II Gonzaga
Vincenzo II Gonzaga (Mantua, 8 februari 1594 – aldaar, 26 december 1627) was hertog van Mantua en Monferrato. Hij was een zoon van hertog Vincenzo I en Eleonora de' Medici.
Net als zijn broer Ferdinando was hij voorbestemd voor de geestelijke stand en werd in 1615 tot kardinaal benoemd. Toen echter de opvolging binnen de familie in gevaar dreigde te komen, legde hij evenals zijn broer zijn functies af om voor nakomelingen te zorgen.
In 1617 huwde hij te Gazzuolo met Isabella Gonzaga (1576 – 1627), dochter van Alfonso Gonzaga, graaf van Novellara. Dit huwelijk bleef kinderloos.
Om de opvolging veilig te stellen huwelijkte hij op zijn sterfbed zijn nicht Maria Gonzaga, dochter van zijn oudste broer Francesco uit aan Carlo Gonzaga, een nakomeling van zijn overgrootvader Federico II Gonzaga.
Na zijn dood begon de Mantuaanse Successieoorlog, waarna uiteindelijk de vader van Carlo, Carlo I Gonzaga, Vincenzo opvolgde in de hertogdommen Mantua en Monferrato.